# Medelpads domsaga (1965–1970)
För andra betydelser, se Medelpads domsaga.
Medelpads domsaga var en domsaga i Västernorrlands län under perioden 1965-1970. Den uppgick vid  tingsrättsreformen i Sverige i den 1 januari 1971 bildade Medelpads tingsrätt, vars domkrets också kallades Medelpads domsaga.
Medelpads domsaga bildades den 1 januari 1965 genom sammanslagning av Medelpads västra domsaga och Medelpads östra domsaga. Domsagan upphörde den 1 januari 1971 i samband med tingsrättsreformen i Sverige.
Domsagan tillhörde domkretsen för Hovrätten för Nedre Norrland.

## Tingslag
Endast ett tingslag låg under domsagan: Medelpads domsagas tingslag.

## Häradshövding
- Nils Gustaf Fröding (1965–1970)